# Филипенко, Олег Васильевич
Оле́г Васи́льевич Филипе́нко(род. 3 февраля 1965, Симферополь, СССР) — российский и украинский актёр театра и кино, кинорежиссёр, сценарист, продюсер и поэт. Призёр международных конкурсов игрового кино. Лауреат
международной премии "Леонардо" .

## Биография
Олег Филипенко родился 3 февраля 1965 года в городе Симферополе Крымской области Украинской ССР.
В 1991 году за два месяца до выпуска был отчислен из ГИТИСа, а в 1993 году восстановлен. В том же году получил диплом об окончании ГИТИСа (мастерская Оскара Ремеза и Марка Захарова).
В 1993 году был актёром Крымского академического русского драматического театра им. М. Горького.
С 1995 года по 1997 год учился в Литературном институте им. А. М. Горького. Печатался в «Литературной газете», «Литературной учёбе», «Литературной России» и др.
В 2005 году окончил Высшие курсы сценаристов и режиссёров (мастерская Петра Тодоровского и Наталии Рязанцевой).Как актёр дебютировал в кинофильме «Посредник».
В 2015 году стал лауреатом  Международной премии «Леонардо» , присуждаемой  выдающимся деятелям литературы, культуры, искусства, науки и предпринимательства, проявивших себя в разных областях деятельности.
Олег Филипенко живёт и работает в Киеве.

## Режиссура
В качестве режиссёра Филипенко работал в телесериалах «Автономка», «Соседи», «Улики» и в телевизионных художественных фильмах «Знак судьбы», «Осенний вальс».
Исследуя вневременные нравственные устои, самый необычный и ценный в художественном отношении из своих фильмов — «Я думал, ты будешь всегда» — режиссёр Филипенко снял в 2013 году. Остросюжетная мистическая мелодрама по сценарию Евгения Подгаевского — о любви, верности, измене и запоздалом прозрении, вечных семейных ценностях, порой осознаваемых слишком поздно, когда уже нельзя что-то исправить. По сюжету мелодрамы, снятой с приёмами магического реализма, после безвременной смерти супруги, пожелавшей быть похороненной рядом с забытой могилой неизвестного, раздавленный горем эгоистичный и готовый совершить самоубийство, но одержимый ревностью вдовец-ловелас благодаря «миссионеру из вечности» переносится на четверть века в прошлое. И в облике свёкра навещает свою молодую жену и маленьких детей в цветущую пору их общего семейного счастья. В ходе мучительных исповедальных диалогов с невесткой-женой (ожидающей ровесника-мужа из командировки) увлёкшийся и напористый вдовец постепенно утрачивает над собой контроль и саморазоблачается, признаваясь, что «пришёл оттуда, где тебя уже нет».
Оба выбранных режиссёром Филипенко исполнителя главных ролей Константин Милованов и Ирина Таранник сыграли свой инфернальный дуэт психологически точно и тонко. «Весь съёмочный процесс у меня были жуткие конфликты с режиссёром. Мы не сходились ни в чём. Я ужасно себя вела, но не понимала, что происходит, и поэтому скандалила. Думала, что в итоге получится ужасный фильм, но получилась интересная вещь. Я потом написала режиссёру, извинилась», — признавалась годы спустя актриса. Ей не давали заранее читать сценарий и целиком сюжета она не знала, чтобы органичнее вжиться в образ юной неопытной жены и матери в шокирующей ситуации, когда свёкор на её глазах оказывается внезапно постаревшим мужем. Обстоятельства прежней молодой семейной жизни теперь обрастают новыми подробностями и обретают сокровенный, ранее не представимый глубинный нравственный смысл — что и подталкивает раскаявшегося вдовца на искупительную жертву. Съёмки фильма с главной музыкальной темой — сентиментальной и ностальгической мелодией киевского композитора Владимира Крипака — проходили на Украине; картина имеет на сайте Первого канала наивысшие зрительские рейтинги в категории «фильм-мелодрама».

## Участие в кинофестивалях
- Программа фестиваля короткометражек «АРТкино»,[4]

## Публикации
- Евгений Подгаевский: «Я бы не назвал себя писателем»,[5]
- На Пятом канале премьера минисериала «Не могу забыть тебя»,

## Фильмография

### Актёрские работы

О.Филипенко в фильме В.Потапова «Посредник», 1990 г.

- 1990 — Посредник — киномеханик

### Режиссёрские работы
- 2006 — Зона (сериал)
- 2006 — Автономка
- 2007 — Знак судьбы
- 2008 — Осенний вальс
- 2009 — Проклятие дикой орхидеи, проект «Чужие ошибки»
- 2010 — Соседи
- 2011 — Улики
- 2012 — (сериал) Брат за брата
- 2012 — Истории графомана
- 2013 — Я думал, ты будешь всегда
- 2014 — Брат за брата 3
- 2014 — Во всём виноват сценарист
- 2015 — Лингвистка
- 2015 — Не лайкнул
- 2015 — Бригада, ситком для Казахстана
- 2016 — Квадраты
- 2017 — Не могу забыть тебя
- 2017 — Пепельница
- 2019 — Тайны
- 2019 — Моя идеальная мама
- 2019 — Скажи только слово
- 2020 — Братья по крови-2
- 2020 — Тростинка на ветру  (в титрах под псевдонимом Маша Кухаркина)

### Сценарные работы
- 2012 — Истории графомана (при участии Ирины Легкодух и Игоря Савиченко)
- 2014 — Во всём виноват сценарист
- 2015 — Лингвистка
- 2015 — Не лайкнул
- 2016 — Квадраты
- 2017 — Пепельница

### Продюсерские работы
- 2012 — Истории графомана
- 2014 — Во всём виноват сценарист
- 2015 — Лингвистка
- 2015 — Не лайкнул
- 2016 — Квадраты
- 2017 — Пепельница

## Кинонаграды
- Призы «За лучший фильм» и «За лучший сценарий» кинофестиваля Высших курсов сценаристов и режиссёров «Посвящение»[7] (за фильм «Зритель спит», 2005)
- Телесериал «Соседи» был признан лучшей теленовеллой года на Украине в 2010 году[8].
- Призы «За лучший фильм» и «За лучшую женскую роль» кинофестиваля «Запорізьска сінерама», город Запорожье[9](за фильм «Лингвистка», 2015)
- Приз «За лучший фильм до 5 минут» кинофестиваля «АРТКИНО», город Москва[9](за фильм «Лингвистка», 2015)

## Литературное творчество

Обложка поэмы О.Филипенко "Один день неизвестного поэта", г.Москва, 2010г

- Олег Филипенко «Повесть о Демоне», поэма
- Олег Филипенко «История одного бездельника», роман в стихах
- Олег Филипенко «Один день неизвестного поэта»[10], поэма, Москва ЭРА, 2000; (выдвигалась от издательства ЭРА на Антибукеровскую премию в 2000 г.)
- Олег Филипенко «Пусть одиночеством дохнёт вечнозелёным…» стихи, Москва, Литинститут им. Горького, 2005
- Олег Филипенко. «Перестрадать и высказать себя…» (О поэзии Анастасии Харитоновой)[11]
- Олег Филипенко «Мир из бумаги», стихи[12],
- Олег Филипенко «Женщины», поэма
- Автор слов к песне «Любовь пронзает времена» (в соавторстве с Виталием Давыденко) к фильму «Осенний вальс»
- Олег Филипенко «Один день неизвестного поэта»[13], поэма. — М., ЛУч, 2010. — 104 с.
- Олег Филипенко «Стыд»[14], повесть. — М., Вест-Консалтинг, 2015. — 140 с.

## Критические оценки
«…Поэзия Олега Филипенко — это поэзия ярких образов и точных деталей. Поэт уводит читателя в свой мир, увлекая стихотворным повествованием, в котором он — мастер. Ответвляясь от основного сюжета, перед нами проходят картины детства и отрочества лирического героя. Насыщенные краски романа, представленные поэтом в данной книге, заставляют нас живо почувствовать атмосферу, в которой лирический герой существует…»
- Анастасия Харитонова, поэтесса, о романе в стихах «История одного бездельника»

«Поэт-дурак вошёл в нашу литературу просто-таки шагами Командора: разве что глухой не услышит. …если бы Филипенко не было, его следовало бы выдумать. Как Козьму Пруткова».
- Дмитрий Кузьмин, критик, о поэме «Один день неизвестного поэта»

«В отличие от описания одного дня известного „заключённого героя“ Солженицына, герой Филипенко не рассчитывает на амнистию. Быть Поэтом его пожизненный приговор и божественный дар одновременно».
- Алексей Васильев, член Союза Журналистов России, из рецензии на книгу «Один день неизвестного поэта»

«Анастасия Орешкина-Николаева в рецензии на повесть Олега Филипенко „Стыд“ отмечает: „это книга духовная. О человеке, который искал себя и не нашёл. Но мне она также видится метафорой. Поскольку эта книга еще и о стране. Которая не нашла себя и решила начать всё заново. Я имею в виду, конечно, события начала 1990‑х годов, хотя кому-то эта метафора может напомнить и о настоящем“.
Действительно, подлинно духовная проза — метафорична. А то, что Олег Филипенко — крупный мастер слова, способный создать персонажа, даже больше: героя, близкого всем нам, являющего собой социотип человека 1990‑х, представителя потерянного поколения, — абсолютно точно.».
- Михаил Розенцвайг, критик, доктор философии, из рецензии на книгу «Стыд»

«Я знаком с Олегом много лет, уже 30 лет. Я знаю его как выдающегося поэта, и уверен, что дар его распространится на другие творческие сферы и жанры.»
- Андрей Звягинцев, кинорежиссёр

 Фильм «Я думал, ты будешь всегда» «…рассказывает довольно хорошую историю о путешествии во времени с разбитыми сердцами и тихими героическими попытками их починить, и пропитан фаталистическим, но глубоко человеческим русским духом.»
- Пол Левинсон, американский писатель-фантаст

«Режиссёр и сценарист Олег Филипенко продолжает работу над альманахом короткометражных фильмов, показывающих наши реалии сквозь призму лёгкого абсурда. В мае были показаны четыре уже готовые фильма из этого альманаха. Их сюжеты родились, словно в переписке в социальной сети между Гарольдом Пинтером и Михаилом Жванецким.»
- Антон Филатов, кинокритик

«Однако, больше всего гостей порадовала короткометражка из Украины под названием „Квадраты“, создатели которой, как заметил Артём Рыжков (арт-директор кинофестиваля „Короче“), сумели посмотреть на мир по-детски и разглядеть необычное в привычных вещах.»